# Будівля Дніпропетровської обласної ради
Будівля Дніпропетровської обласної ради — громадська будівля адміністративного призначення у місті Дніпрі, використовується для розміщення Дніпропетровської обласної ради. Пам'ятка архітектури національного значення.  Початковий варіант триповерхової будівлі споруджено у стилі неокласицизму для потреб комерційного училища за проєктом арх.  Д. С. Скоробогатова (1904 — 1905 роки).  Після пожежі 22 березня 1932 року будівлю було реконструйовано за планами арх. О. Л. Красносельського: споруду було надбудовано одним поверхом над центральним об’ємом (ризалітом) та двома поверхами над бічними крилами. Від 1925 року у будівлі розташовувалися різні партійні та державні органи, наразі тут працює Дніпропетровська обласна рада.